# Jalesches
Jalesches là một xã thuộc tỉnh Creuse trong vùng Nouvelle-Aquitaine miền trung nước Pháp. Xã này nằm ở khu vực có độ cao trung bình 450 mét trên mực nước biển.

## Địa lý
Thị trấn có cự ly 15 dặm (24 km) về phía đông bắc Guéret, tại giao lộ các tuyến đường D68 và tuyến đường D14.

## Dân số
| 1962                                                        | 1968 | 1975 | 1982 | 1990 | 1999 | 2005 |
| ----------------------------------------------------------- | ---- | ---- | ---- | ---- | ---- | ---- |
| 149                                                         | 161  | 142  | 118  | 100  | 77   | 81   |
| Số liệu điều tra dân số từ năm 1962 Dân số chỉ tính một lần |      |      |      |      |      |      |

## Địa điểm nổi bật
- Nhà thờ thế kỷ 15.
- Lâu đài La Terrade.